# Алексинский сельский совет (Борщёвский район)
Алексинский сельский совет (укр. Олексинська сільська рада) — входит в состав
Борщёвского района
Тернопольской области
Украины.
Административный центр сельского совета находится в 
с. Алексинцы.

## Населённые пункты совета
- с. Алексинцы